# Johannes Bobrowski
Johannes Konrad Bernhard Bobrowski (9. dubna 1917, Tylže – 2. září 1965, Berlín, NDR) byl německý básník a prozaik.

## Život

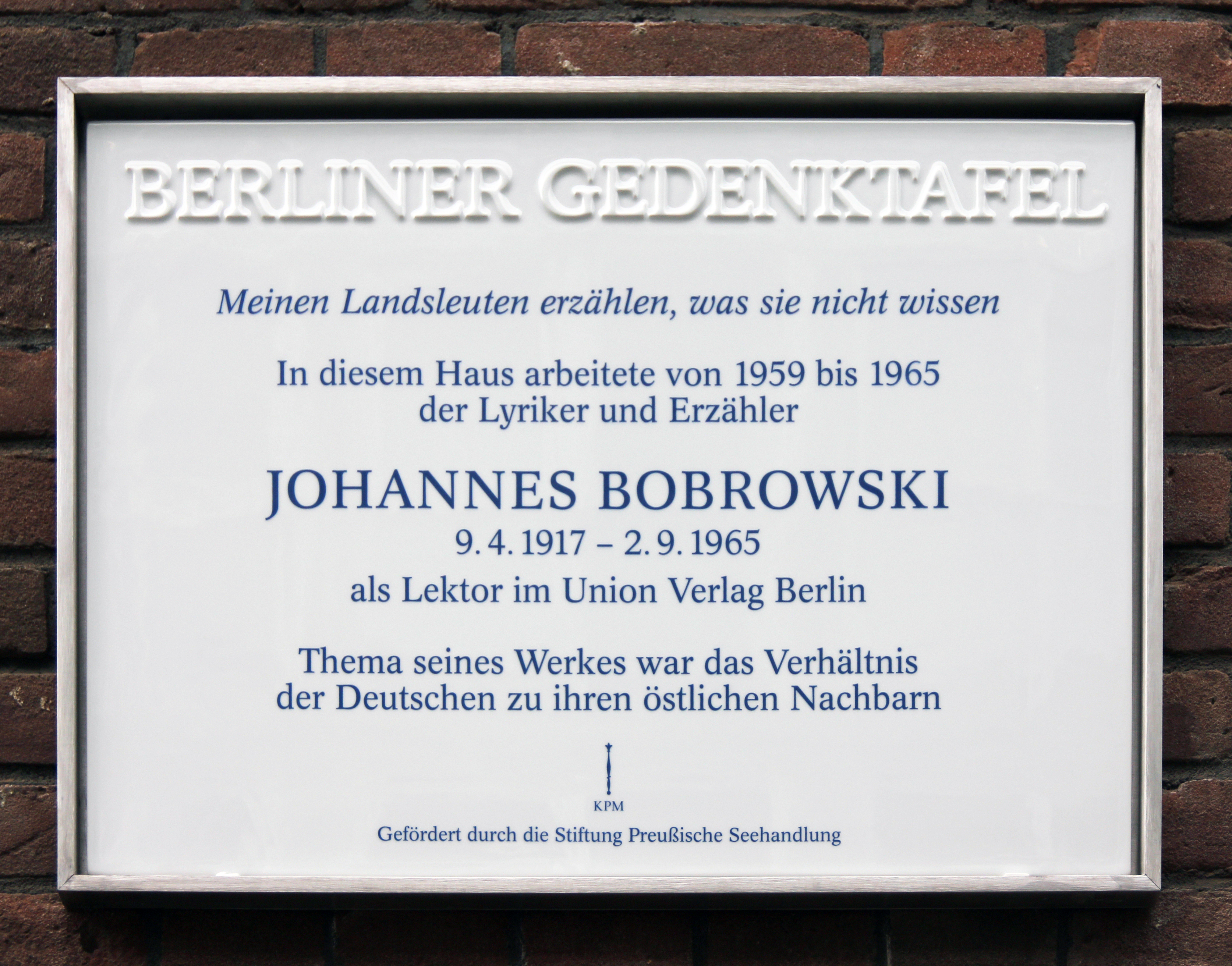
Pamětní deska na domě čp. 80 v Zimmerstraße, Berlin-Mitte

Narodil se v Tylži (dnešním Sovětsku) na pomezí bývalého Východního Pruska a Litvy do rodiny železničního úředníka Gustava Bobrowského (1890–1973) a jeho manželky Johanny Elisabethy Hedwigy, rozené Witzke (1894–1976). V letech 1925–1928 žila rodina poblíž Rastenburgu (pol. Kętrzyn), od roku 1928 pak v Královci. Léto zpravidla trávil u příbuzných v oblasti tzv. Memelska (něm. Memelland, lit. Klaipėdos kraštas), krajině, která se výrazně vtiskla do jeho paměti a tím i pozdější literární tvorby. V Královci Bobrowski navštěvoval gymnázium Altstadt/Kneiphof. V té době se též naučil hrát na varhany. Po maturitě (1937) chtěl studovat dějiny umění v Berlíně, nejdříve však musel splnit povinnou dvouletou vojenskou službu, kterou započal v listopadu 1937 u zpravodajského oddílu v Královci. Války se účastnil už od přepadení Polska, postupně byl staciován v Polsku, Francii a Rusku. Roku 1945 upadl do sovětského zajetí, které strávil především v lágrech v Donbasu. Propuštěn byl až roku 1949 po absolvování převýchovy na Antifa-Zentralschule v Talize u Gorkého. V 50. letech pracoval jako nakladatelský redaktor ve východním Berlíně, nejprve v nakladatelství Lucie Groszer, od roku 1959 v nakladatelství Union.
Zemřel 2. září 1965 v nemocnici v berlínské části Köpenick na následky zánětu slepého střeva.

## Dílo
| „Myslím si, že jeho jméno bude v budoucích dějinách německé literatury situováno v blízkosti jmen Trakl, Huchel, Paul Celan, Nelly Sachsová. U všech těch jmen se snadno najdou východoevropské spjatosti. ... V době přemíry chladného odstupu a konstrukce a stranou efemérních poetických mód vstoupil s Bobrowským do německé literatury opět básník, který se netají svou citovou angažovaností, venkovský člověk se vztahem k určité krajině, ba prakrajině, barvité a sugestivně zalidněné.“ |
| Ludvík Kundera, 1965 |

Básně začal psát během 40. let. Nejprve vycházely pouze časopisecky, ty vůbec první ještě za války v časopise Das innere Reich (1943/44. č. 4. str. 351–354). Tyto rané ódy, inspirované válkou zpustošenou severoruskou krajinou, jsou formálně ještě velmi sevřené, pozdější texty už pracují s podstatně volnějšími rytmickými schématy.
Po válce publikoval zejména v literárním časopise Sinn und Form, který v té době redigoval významný východoněmecký básník Peter Huchel. Výrazněji na sebe Bobrowski upozornil na přelomu 50. a 60. let, kdy dostal pozvánku na jeden ze sjezdů Skupiny 47 (Gruppe 47) a ihned zaujal. Záhy mu vyšla v obou německých státech souběžně první básnická sbírka - Sarmátský čas (Sarmatische Zeit, 1961), kterou brzy následoval druhý svazek Proudy země stínů (Schattenland Ströme, 1962 v SRN, 1963 v NDR).
Jako prozaik se Bobrowski představil roku 1964 románem Levinův mlýn. Čtyřiatřicet vět o mém dědečkovi (Levins Mühle. 34 Sätze über meinen Großvater, česky 1966). Tento román, zasazený do 70. let 19. století, mapuje spor dvojice mlynářů, z nichž jeden, ten bohatší, je zmíněným dědečkem z názvu románu. Druhý mlynář - Levin - je židovského původu. Až posmrtně vyšel Bobrowského druhý román Litevské klavíry (Litauische Claviere, česky 1979).

## Ocenění

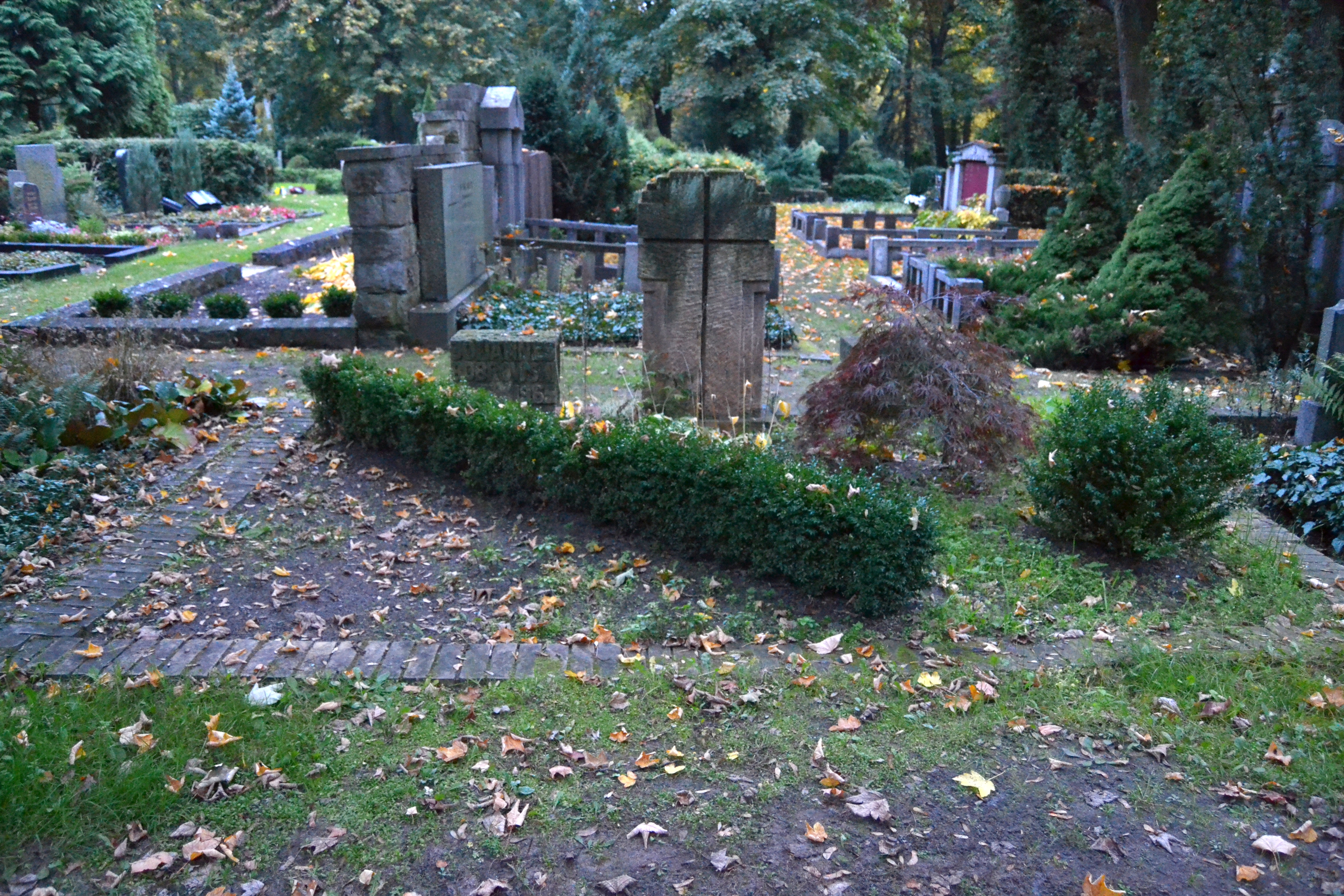
Hrob Johannese Bobrowského

- 1962 - Cena Almy Johanny Koenig (Alma-Johanna-Koenig-Preis)[1]
- 1962 - Cena Skupiny 47 (Preis der Gruppe 47)[1]
- 1965 - Cena Heinricha Manna (Heinrich-Mann-Preis)[1]
- 1965 - Cena Charlese Veillona (Charles-Veillon-Preis)[1]
- 1967 - Cena F. C. Weiskopfa (F.-C.-Weiskopf-Preis), udělena posmrtně[1]

## Odkaz
V letech 1992 až 1998 byla udělována Medaile Johannese Bobrowského (Johannes-Bobrowski-Medaille).
Roku 2000 vznikla v Berlíně Společnost Johannese Bobrowského (Johannes-Bobrowski-Gesellschaft).

## Přehled děl

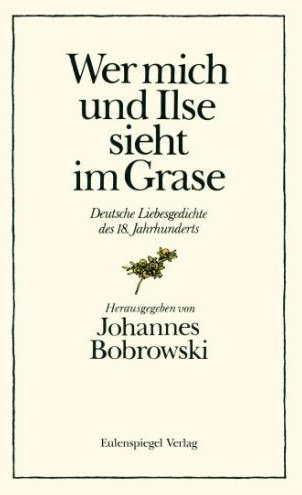
Bobrowski, Johannes. Wer mich und Ilse sieht im Grase (1964)

### Jednotlivá vydání (výběr)
- Sarmatische Zeit. Gedichte. Stuttgart (západní vydání), Berlin (východní vydání) 1961.
- Schattenland Ströme. Gedichte. Stuttgart (západní vydání) 1962, Berlin (východní vydání) 1963.
- Levins Mühle. 34 Sätze über meinen Großvater. Roman. Berlin (východní vydání) 1964, Frankfurt a.M. (západní vydání) 1964.
- Boehlendorff und Mäusefest. Erzählungen. Berlin (východní vydání, kompletní vydání) 1965.
- Boehlendorff und andere. Erzählungen. Stuttgart (západní vydání, 1. část) 1965.
- Mäusefest und andere Erzählungen. Berlin (západní vydání, 2. část) 1965.
- Litauische Claviere. Roman. Berlin (východní vydání) 1966, Berlin (západní vydání) 1967.
- Wetterzeichen. Gedichte. Berlin (východní vydání) 1966, Berlin (západní vydání) 1967.
- Der Mahner. Erzählungen und andere Prosa aus dem Nachlaß. Berlin (východní vydání) 1967, Berlin (západní vydání) 1968.
- Im Windgesträuch.Gedichte aus dem Nachlaß, vybral a k vydání připravil Eberhard Haufe. Berlin (východní vydání) 1970, Berlin (západní vydání) 1970.
- Bernd Jentzsch (ed.): Poesiealbum 52, básně, s grafikami Gerharda Altenbourga. Berlin (NDR) 1972.
- Literarisches Klima – Ganz neue Xenien, doppelte Ausführung, doslovem opatřil Bernd Leistner, ilustroval Klaus Ensikat. Berlin (východní vydání) 1977, Stuttgart (západní vydání) 1978.

### Sebrané spisy
- Gesammelte Werke in sechs Bänden, sest. Eberhard Haufe, Union Verlag, Berlin (NDR) 1987 (vyšly pouze první čtyři svazky).
- Gesammelte Werke in sechs Bänden (znovuvydání Gesammelte Werk doplněné o dva svazky komentářů):

Bd. 1 Die Gedichte, sest. Eberhard Haufe, Stuttgart 1998, ISBN 3-421-06354-0.
Bd. 2 Gedichte aus dem Nachlaß, sest. Eberhard Haufe, Stuttgart 1998, ISBN 3-421-06355-9.
Bd. 3 Die Romane, sest. Eberhard Haufe, Stuttgart 1999, ISBN 3-421-06356-7.
Bd. 4 Die Erzählungen, Vermischte Prosa und Selbstzeugnisse, sest. Eberhard Haufe, Stuttgart 1999, ISBN 3-421-06357-5.
Bd. 5 Erläuterungen der Gedichte und der Gedichte aus dem Nachlaß, připr. Eberhard Haufe, Stuttgart 1998, ISBN 3-421-05166-6.
Bd. 6 Erläuterungen der Romane und Erzählungen, der Vermischten Prosa und der Selbstzeugnisse, připr. Holger Gehle. Stuttgart 1999, ISBN 3-421-05173-9.

### Překlady do němčiny
- Konstantin Biebl: Die Javanerin spricht. Javanerinnen, in: Ludvík Kundera / Franz Fühmann (eds.): Die Glasträne. Tschechische Gedichte des 20. Jahrhunderts. Berlin, DDR (Volk und Welt) 1964. Přetištěno in: Konstantin Biebl: Poesiealbum 117. Berlin, DDR (Neues Leben) 1977.
- Boris Pasternak: Geliebte – du Abgrund. Ein Geheimnis. Nicht berühren, in: Edel Mirowa-Florin / Leonhard Kossuth (eds.): Zwei und ein Apfel. Russische Liebesgedichte. Berlin, DDR (Kultur und Fortschritt) 1965.
- Samuil Marschak: Das Tierhäuschen. Eine Verserzählung. Berlin, DDR (Kinderbuchverlag) 1967.

### Editorská činnost
- Gustav Schwab: Die schönsten Sagen des klassischen Altertums, sest. Johannes Bobrowski. Altberliner Verlag, Berlin 1954.
- Wer mich und Ilse sieht im Grase. Deutsche Poeten des 18. Jahrhunderts über die Liebe und das Frauenzimmer, sest. a doslovem opatřil Johannes Bobrowski. Berlin 1964.
- Hans Clauerts wunderseltsame, abenteuerliche und unerhörte Geschichten, kurzweilig und sehr lustig zu lesen, vybral a převyprávěl Johannes Bobrowski podle knihy Bartholomäuse Krügera, městského písaře trebbinského, s ilustracemi Peter-Michaela Glöcknera. Berlin 1983.

### Korespondence
- Eberhard Haufe (ed.): Johannes Bobrowski – Peter Huchel. Briefwechsel. Marbach 1993, ISBN 3-933679-10-9.
- Peter Röske (ed.): „als wär es für mich gemalt“. Johannes Bobrowski – Albert Ebert. Briefe. Galerie der Berliner Graphikpresse, Berlin 1998, ISBN 3-9803644-4-5.
- Jochen Meyer (ed.): Johannes Bobrowski – Michael Hamburger: „Jedes Gedicht ist das letzte“. Briefwechsel. Doslovem opatřil Ingo Schulze. Marbach 2004, ISBN 3-937384-03-0.

## Přehled děl v češtině
(řazeno chronologicky od nejstaršího známého vydání)
- [Das Holzhaus über der Wilia], přeložil Ludvík Kundera, in: Host do domu, č. 6, červen 1961
- [Kaunas 1941. Die Heimat des Malers Chagall. Vogelstraßen 1957], in: Světová literatura, č. 4, červenec 1961, str. 63-64, 75-76 a 83-84
- [Dorfstraße], přeložil Ludvík Kundera, in: Almanach Klubu čtenářů, Praha, 1961, str. 38
- Zpráva [Bericht], přeložil Ludvík Kundera, in: Literární noviny, roč. 12, č. 41, 12. října 1963, str. 9, online zde
- Petr Bezruč [báseň], přeložil Ludvík Kundera, in: Literární noviny, roč. 14, č. 37, 11. září 1965, str. 11, online zde
- Levinův mlýn. Čtyřiatřicet vět o mém dědečkovi, přeložil Rio Preisner, verše přeložil Josef Suchý, Praha: Mladá fronta, 1966
- Znamení popela, z něm. originálů Sarmatische Zeit a Schattenland Ströme vybral a přeložil Josef Hiršal, doslovem opatřili J. Hiršal a Bohumila Grögerová, Praha: Odeon, 1967
- Litevské klavíry, z něm. orig. Litauische Claviere a Boehlendorff und Mäusefest přeložil Jiří Votava, předmluvou opatřila Marie Dvořáková, Praha: Odeon, 1979
- dosud nezjistěné básně, in: Vlaštovky světla. Antologie lyriky NDR, z něm. originálů vybral, uspořádal, přeložil, doslov s údaji o autorech a ediční poznámku napsal Josef Suchý, Praha: Práce, 1983
- Tanečník Malige [výbor povídek], uspořádal a doslov napsal Luboš Příhoda, z něm. přeložili L. Příhoda a Jiří Votava, Praha: Vyšehrad, 1989
- Obětní kámen, z německých originálů vybrali, přeložili a doslov napsali Josef Hiršal a Bohumila Grögerová, Studnice: Opus, 2000
- Tři básně Johannese Bobrowského [tj. Slovo člověk, jako slovíčko, Město (Berlín, 13. 11. 1963) a Petr Bezruč], přeložil Roman Kopřiva, in: Tvar, č. 20/2015, 3. prosince 2015, str. 7